# Henry de Geymüller
 (octobre 2024).
Henry de Geymüller, né en 1839 à Vienne et mort le 19 décembre 1909 à Baden-Baden, est un architecte, historien de l’art et théoricien de la restauration monumentale.

## Biographie
Fils du Bâlois Johann Heinrich Falkner (lui-même adopté par le baron et banquier autrichien Johann Heinrich von Geymüller der Jüngere (de)) et d'Eleonora Eliza Griesbach (fille d’un musicien d’origine allemande attaché à la chapelle royale à la cour d’Angleterre), Henry naît le 12 mai 1839 à Vienne et y passe sa petite enfance dans une villa néo-gothique, le (Geymüllerschlössel (de)). Mais la banque paternelle fait faillite en 1842 et la famille s’enfuit en Suisse, puis en Angleterre. Le père meurt en 1848 ; la mère, qui souffre d’accès de démence, retourne à Vienne et y décède en 1866.

### Formation
Henry est élevé par son oncle Emanuel Oswald-Falkner, à Bâle, puis est placé en 1851 en pension à Lausanne pour y étudier au Collège Galliard. Dès 1855, il se forme comme ingénieur à l’École spéciale de Lausanne. Il y fait connaissance de Gabriel de Rumine et se lie particulièrement d’amitié avec Louis Boissonnet . Tous deux partent à Paris (1857-1860) pour y suivre un cursus complémentaire de constructeur à l’École centrale des arts et manufactures ; c’est là qu’ils rencontrent Philipp Gosset, auquel leurs destins seront liés. En 1860, Geymüller se rend à Berlin, où il étudie l’architecture à la Bauakademie sous la direction de Friedrich Adler. Ce dernier, particulièrement intéressé par les constructions religieuses du Moyen Âge, l’initie à tous les aspects du métier, y compris la construction. Fin 1863, Geymüller retourne à Paris dans l’intention de se perfectionner encore à l’École des Beaux-Arts sous la direction de Charles-Auguste Questel. Mais ce projet est interrompu en février 1864 par le décès de Louis Boissonnet, mort dans un accident d’avalanche survenu en compagnie de Gosset. Cette mort tragique va changer le cours de la vie de Geymüller, puisqu’Elisabeth Boissonnet née Heimburger, mère de la victime et rentière très fortunée, ainsi que les sœurs de cette dernière, Nathalie et Bertha Heimburger, restées célibataires, vont faire de Geymüller en quelque sorte un fils adoptif et héritier.

### Famille
En 1869, il épouse Marguerite, fille unique du comte Jules Delaborde qui lui donnera six enfants. Le couple s’établit à Paris, mais séjourne souvent aussi dans les propriétés Boissonnet à Aix-la-Chapelle et surtout à Pully près de Lausanne, où Nathalie Heimbürger, sœur d’Elisabeth Boissonnet, lui donne en 1879 la villa de Champittet. Par ailleurs, il hérite de sa tante Elise Oswald-Falkner d’une maison à Baden-Baden où il établira sa résidence principale.

### Carrière
Geymüller exerce durant un certain temps l’architecture, mais sans grand succès. Il travaille à Paris dans le bureau de construction du Lycée Chaptal, puis, toujours dans la capitale française, collabore avec Johann Friedrich Jäger, chargé de la conception du pavillon suisse de l’Exposition universelle de 1867. Enfin, il entre à l’atelier de l’architecte parisien Joseph-Michel Le Soufaché. Geymüller prend part à divers concours architecturaux : à Berlin, église protestante (1868) et premier concours du Palais du Reichstag (1872), à Zurich, projet de quai (1874). Mais ses projets ne sont pas retenus. On ne lui connaît qu’une seule réalisation, le chalet Balsan à Ragaz (1875).
Les mérites de Geymüller se situent surtout dans les domaines de l’histoire de l’art et de la conservation monumentale. Dès 1864, il voyage en Italie, notamment à Florence, où, lors d’un deuxième séjour en 1866, il découvre à la Galerie des Offices le célèbre projet de Bramante pour la construction de la basilique Saint-Pierre de Rome. L’étude approfondie de ce document exceptionnel, ainsi que sa publication, font de Geymüller un contributeur à l’histoire de la basilique Saint-Pierre à Rome et l’un des pionniers de l’impression en fac-simile. Parmi ses publications, figurent deux volumes sur la construction de la basilique Saint-Pierre à Rome (1875-1880), puis, en collaboration partielle avec Carl von Stegmann, onze volumes d’un ouvrage majeur sur l’architecture Renaissance en Toscane (1885-1908). La Renaissance française retient également son attention, puisqu’il publie un ouvrage consacré aux architectes Androuet Du Cerceau, dont Joseph Le Soufaché, employeur de Geymüller durant deux ans, possède une importante collection de gravures.
La position méthodologique de Geymüller est donnée par son 'Tableau graphique', où il rend compte de sa perception de l'évolution des styles artistiques entre 1400 et 1900. Dans le même ordre d'idées, il synthétise ses nombreuses observations au moyen de schémas partiels, qui permettent par exemple de visualiser les différentes périodes et phases de la Renaissance française.
L’apport le plus important de Geymüller se situe dans ses écrits et réflexions consacrés à la restauration des monuments historiques, spécialisation qui lui confère, de son vivant, une notoriété européenne. Il intervient ainsi comme expert à Milan en faveur de l'église de Santa Maria delle Grazie (1887), de la Basilique Saint-Ambroise (1889) et du Dôme de Milan (1890), à Florence à propos du Ponte Vecchio (1899) et de la façace de San Lorenzo (1901, 1904), et, dans le domaine castral, au château de Heidelberg (1906), ou à celui du Haut-Koenigsbourg (1901-1908) en Alsace.
En 1889, lors de l’Exposition universelle de Paris, se tient un «Congrès international de protection des monuments et œuvres d’art», pour ébaucher la mise en place d’une sorte de «Croix-Rouge» pour les monuments, d’où naîtra bien plus tard la Protection des biens culturels avec la signature en 1954 de la Convention de La Haye pour la protection des biens culturels en cas de conflit armé. Si le gouvernement suisse n’est pas invité à envoyer une délégation, le comité d’organisation fait en revanche appel directement à Geymüller et le nomme membre du comité de patronage.
Après sa mort, Geymüller a été largement oublié jusqu’à une époque relativement récente.
Indépendamment de ces interventions internationales, il a joué un rôle important pour le canton de Vaud. On le trouve à la cathédrale de Lausanne, où il s’oppose vigoureusement – mais sans succès – à Eugène-Emmanuel Viollet-le-Duc, dont il juge la démarche trop destructrice. Il suit ainsi le chantier de la tour-lanterne (1873-1876), celui du grand portail de Montfalcon (1886-1909), enfin celui du transept sud et de la rose (1894-1909). Geymüller joue par ailleurs un rôle important dans la restauration du château de Chillon sous la direction d’Albert Naef (1889-1909), ou de celle de l’église romane de Saint-Sulpice (Vaud) (1888-1903) et encore et surtout de Saint-François à Lausanne (1882-1885), où il démontre que Viollet-le-Duc a fait de graves erreurs d’appréciation lors de son expertise hâtive de l’édifice en 1873, erreurs qui ont failli entraîner la démolition des voûtes de l’édifice gothique.
En compagnie d’un certain nombre d’intellectuels et d’écrivains, tels que Victor Hugo, Geymüller fait partie des rares contemporains de Viollet-le-Duc qui ont exprimé une opinion critique par rapport aux travaux et théories de ce dernier. Geymüller lui reprochait la superficialité de ses études, un caractère doctrinaire l’incitant à plaquer ses théories sur la réalité, des interventions aboutissant à une falsification du monument, enfin une sécheresse triste, due à un rationalisme exacerbé.
Selon Geymüller, le monument historique est intéressant à trois points de vue. 1) Il est une partie du patrimoine national et de la richesse du pays. 2) Il est un objet de curiosité touristique, et représente par là-même une ressource économique. 3) Il est un document authentique pour les historiens et un témoignage irremplaçable de l’art et du savoir d’une civilisation. Par conséquent, Geymüller préconise des interventions prudentes, fondées sur une recherche historique approfondie .

### Choix de publications de Geymüller
- Notizie sopra i progetti per la fabbrica di S. Pietro in Roma (trad. Raffaele Ambrosi), Rome, 1868.
- Die ursprünglichen Entwürfe für Sanct Peter in Rom von Bramante, Raphaël Santi, Fra-Giocondo, den Sangallo's, Vienne ; Paris, 1875-1880.
- Die Architektur der Renaissance in Toscana: dargestellt in den hervorragenden Kirchen Palästen, Villen und Monumenten / nach den Aufnahmen der Gesellschaft San Giorgio in Florenz, publié, continué et achevé par Carl von Stegmann et Henry de Geymüller, Munich 1885-1909, 11 vol.
- Les Ducerceau, leur vie et leur œuvre d’après de nouvelles recherches, éd. Jules Rouam, Paris 1887.
- Un primo progetto del Vignola per il Palazzo Farnese a Piacenza e il problema del suo operare a Montepulciano, Bologne, 1907
- Architektur und Religion : Gedanken über religiöse Wirkung der Architektur, Bâle 1911[13].
- La nouvelle flèche pour la cathédrale de Lausanne, Bâle ; Genève, 1873.
- L'emplacement du Tribunal fédéral : lettres au Conseil fédéral suisse et au Conseil communal de Lausanne, Lausanne, 1880.
- Des rapports et relations entre le Château de Chillon et le Musée historique projeté : mémoire de la Commission technique, le 15 novembre 1898, [S.l. Lausanne] 1899.
- Restauration de la Façade Méridionale du Temple de St-François : rapports de la commission d'expertise / composée de Léo Chatelain, Henry de Geymuller... [et al.], [Lausanne], 1899.